# Лакс, Питер
Пи́тер Дэ́вид Лакс (венг. Lax Péter Dávid, англ. Peter David Lax; 1 мая 1926[…], Будапешт, Королевство Венгрия — 16 мая 2025, Манхэттен, Нью-Йорк) — американский математик, лауреат премии Вольфа (1987) и Абелевской премии (2005).

## Биография
Питер Лакс родился в 1926 году в Будапеште, в еврейской семье. Родители (Генри Лакс и Клара Корнфельд) были врачами. В 1941 году вся семья бежала из страны в Нью-Йорк. С 19-летнего возраста принимал участие в Манхэттенском проекте — программе по разработке ядерного оружия. В 1949 году получил степень доктора философии Нью-Йоркского университета. Лакс являлся сотрудником Лос-Аламосской национальной лаборатории, а также работал в Курантовском институте математических наук.
Поле деятельности Лакса многогранно: в частности, в него входило изучение интегрируемых систем, ударной волны, гидродинамики. Он также внёс существенный вклад в развитие теории солитонов. С его именем связаны такие математические достижения и числовые методы как лемма Лакса — Мильграма, теорема эквивалентности Лакса, схема Лакса — Фридрихса, схема Лакса — Вендрофа, условие энтропии Лакса и теория Лакса — Левермора, уравнение Лакса.
Скончался 16 мая 2025 года от сердечного амилоидоза у себя дома на Манхэттене в возрасте 99 лет.

## Семья
- Первая жена (с 1948 года) — математик Аннели Кан Лакс[англ.] (1922, Катовице — 1999, Нью-Йорк), ученица Рихарда Куранта; сыновья Джеймс и Джон.
- Вторая жена — скрипачка Леонора Курант (1928—2015) — была дочерью математика, основателя Курантовского института математических наук Рихарда Куранта и сестрой физика-ядерщика Эрнеста Куранта.

## Награды и признание
За свою деятельность Лакс был удостоен множества премий и наград. С 1970 года он является членом Национальной академии наук США. В 1975 году ему была вручена премия Норберта Винера. В 1986 году он был награждён Национальной научной медалью США, в 1987-м — премией Вольфа, в 1992-м — премией Стила. В 2005 году математик стал лауреатом Абелевской премии. Лакс также является почётным доктором многих университетов мира, в том числе и Санкт-Петербургского государственного университета (с 1990 года). С 2012 года является действительным членом Американского математического общества, в 1979—1980 годах был его президентом. Также Питеру Лаксу была присуждена Большая золотая медаль имени М. В. Ломоносова 2013 года.

## Публикации
- Lax P.D., Phillips R.S. Scattering Theory. — Academic Press, 1967. Русский перевод: Лакс П.Д., Филлипс Р.С. Теория рассеяния. — М.: Мир, 1971.
- Glimm J., Lax P.D. Decay of Solutions of Systems of Nonlinear Hyperbolic Conservation Laws. — American Mathematical Society, 1970.
- Lax P.D., Phillips R.S. Scattering Theory for Automorphic Functions. — Princeton University Press, 1976. Русский перевод: Лакс П.Д., Филлипс Р.С. Теория рассеяния для автоморфных функций. — М.: Мир, 1979.
- Lax P.D. Functional Analysis. — Wiley, 2002.
- Lax P.D. Hyperbolic Partial Differential Equations. — American Mathematical Society, 2006. Русский перевод: Лакс П.Д. Гиперболические дифференциальные уравнения в частных производных. — Ижевск — Москва: R&C Dynamics, 2010.
- Lax P.D., Zalcman L. Complex Proofs of Real Theorems. — American Mathematical Society, 2012.
- Lax P.D., Terrell M.S. Calculus With Applications. — Springer, 2014.
- Lax P.D., Terrell M.S. Multivariable Calculus with Applications. — Springer, 2017.